# 白倉キッサダー
白倉 キッサダー（しらくら キッサダー、1986年4月17日 - ）は、タイ王国出身の元社会人野球選手（投手）。Honda鈴鹿硬式野球部に所属していた。
日本人の父とタイ人の母を持つ。タイ名は、「ヒップトーン・キッサダー（Heebthong Krissada）」。

## 来歴
小学5年生で来日し、同時に野球を始める。
上田西高校在籍時にはエースとして活躍。2年春にはチームを長野県大会優勝に導いた。2年夏、3年夏の長野大会では主にリリーフとしてチームに貢献。しかし、それぞれ準優勝、ベスト4に終わり、甲子園出場はならなかった。その後は亜細亜大学に進学し活躍。2007年春には東都大学春季リーグで最優秀防御率のタイトルを獲得し、一時はドラフト候補にも名前が挙がった。通算20試合に登板し、5勝5敗。
2006年アジア競技大会ではタイ代表として開幕戦で先発。その後も国際大会では、タイ代表のエースとして長年活躍した。
2007年の北京五輪野球アジア予選一次リーグでは、2試合に登板。初戦の香港戦では14奪三振で勝利、フィリピン戦では延長12回を投げ抜き無失点。チームはフィリピンと引き分けたものの本戦進出を逃し、目標としていた日本代表との対戦はかなわなかった。第24回東南アジア大会では5試合中2試合に登板。いずれの試合でも勝利投手となり、タイ代表の優勝に大きく貢献した。
その後は日本に帰化したためタイ代表チームを引退。2009年からHonda鈴鹿硬式野球部に所属したが、目立った成績を残すことなく2010年シーズン後に退部。現役からも退いた。

## プレースタイル
140km/h中盤のストレートと、縦に大きく割れるカーブが持ち味。